# Huangyang (köpinghuvudort i Kina, Sichuan Sheng, lat 32,24, long 106,37)
Huangyang (kinesiska: 黄洋) är en köpinghuvudort i Kina. Den ligger i provinsen Sichuan, i den sydvästra delen av landet, omkring 280 kilometer nordost om provinshuvudstaden Chengdu. Antalet invånare är 17 558. Befolkningen består av 8 803 kvinnor och 8 755 män. Barn under 15 år utgör 16,0 %, vuxna 15-64 år 72 %, och äldre över 65 år 11,0 %.
Runt Huangyang är det tätbefolkat, med 297 invånare per kvadratkilometer. Närmaste större samhälle är Jiachuan, 14,8 km väster om Huangyang. I omgivningarna runt Huangyang växer i huvudsak blandskog.
Genomsnittlig årsnederbörd är 1 312 millimeter. Den regnigaste månaden är juli, med i genomsnitt 346 mm nederbörd, och den torraste är december, med 2 mm nederbörd.